# أراتا واتانابي
أراتا واتانابي (باليابانية: 渡邉 新太) (مواليد 5 أغسطس 1995) هو لاعب كرة قدم ياباني.

## وصلات خارجية
- أراتا واتانابي على موقع رابطة كرة القدم اليابانية للمحترفين (اليابانية)
- أراتا واتانابي على موقع قاعدة بيانات كرة القدم.إي يو (الإنجليزية)
- أراتا واتانابي على موقع Soccerway.com (الإنجليزية)
- أراتا واتانابي على موقع عالم كرة القدم.نت (الإنجليزية)